# De Smurfen (televisieserie)
De Smurfen is een Amerikaanse tekenfilmreeks rond de Smurfen, die van 1981 tot 1990 werd gemaakt door Hanna-Barbera en een internationaal succes werd.
De serie kende 256 afleveringen van elk 26 minuten. Sommige afleveringen bestaan uit meerdere verhalen. Het aantal verhalen is 421. In de Verenigde Staten werden de 16 afleveringen van Johan en Pirrewiet ook bij de reeks geteld.

## Geschiedenis
Tussen 1966 en 1990 reserveerden de toen enige drie Amerikaanse televisiestations (ABC, CBS en NBC) blokken in hun ochtendzendschema exclusief voor kinderen. In de eerste jaren werden die vooral opgevuld met tekenfilms, maar naarmate de tijd vorderde werden steeds meer programma's met echte kinderen en familievriendelijkere programma's opgevoerd. De waardering van het publiek daalde en tegen het einde van de jaren 70 leek het concept van "Saturday Morning Cartoons" te hebben afgedaan. De tekenfilmstudio's en televisienetwerken waren vastgeraakt in een stramien waarbij populaire formules steeds hergebruikt werden of waarbij de populairste personages in hetzelfde programma terechtkwamen.

### Motivatie
Over de precieze reden voor het maken van tekenfilms rond de Smurfen bestaan twee versies.
- Na het Europese succes van de tekenfilm De fluit met zes smurfen kwam de merchandising rond de Smurfen op gang. Zo kwamen ook pluchen knuffels op de markt (zie ook artikel De Smurfen). De dochter van de CEO van NBC, Fred Silverman, kreeg in 1980 zo'n knuffel van haar vader. De knuffel leek haar erg te fascineren. De zakenman deed daarop onderzoek naar de Smurfen en zag het succes in Europa.[1][2][3]
- Een tweede versie gaat terug tot 1966, toen een actie van Kellogg's liep. Die stopten in elk pak van hun ontbijtgranen een plastic Smurfenpoppetje. Een van de verantwoordelijken binnen het bedrijf, Donald Farantio, verhuisde later naar Quaker Oats. Dat bedrijf stortte zich later op het sponsoren van tekenfilms. Een zekere Bill Scott, een vriend van Farantio en tekenfilmmaker, kocht in New York een Smurf en raakte erdoor gepassioneerd. Farantio wees hem op de actie van Kellogg's en vroeg hem te denken over een tekenfilm rond de figuren. Farantio trok met de plannen naar Silverman die vragen had bij onder andere de blauwe kleur van de Smurfen. Per toeval kreeg Silverman in die tijd ook een videocassette van de Smurfen in handen. Onder meer gestimuleerd door Charles M. Schulz van Peanuts en misschien door zijn dochter stuurde Silverman de plannen uiteindelijk naar de studio van Hanna-Barbera.[2][3]

### Ontwerpfase
Silverman gaf Joseph Barbera de opdracht de rechten op de Smurfen in bezit te krijgen en een tekenfilmserie rond hen te maken. Er volgde een overeenkomst tussen Peyo, S.E.P.P. (de licentietak van Peyo's toenmalige uitgever Dupuis), Hanna-Barbera en NBC. Peyo kreeg vetorecht over mogelijke aanpassingen aan zijn creaties. Peyo en Yvan Delporte, medebezieler van de Smurfen en bemiddelaar in het tekenfilmproces, hielden zo ook een aantal ideeën van Hanna-Barbera tegen. Zo wou de studio bijvoorbeeld alle Smurfen een andere kleur geven of ze het uiterlijk geven van Amerikaanse acteurs en filmpersonages. Peyo en Delporte bleven betrokken bij de scenario's. Volgens animatieschrijver en producent Allan Burnett - van 1982 tot 1987 medewerker aan de tekenfilms, waarvan de laatste twee jaar als verhaalredacteur - kwam circa de helft van het scenariowerk van Hanna-Barbera niet voorbij Peyo en Delporte.

### Uitzending
Op 12 september 1981 werd de eerste aflevering van De Smurfen uitgezonden op NBC. Die zaterdagochtend haalde het programma 42 procent marktaandeel. Het werd zo het best gewaardeerde kinderprogramma in meer dan acht jaar en het best gewaardeerde op NBC in ongeveer twee decennia. Het marktaandeel lag hoger dan het in die tijd zeer populaire Dallas, dat tussen 30 en 38 procent marktaandeel haalde op zijn zenduur.
De Smurfen (origineel The Smurfs) kreeg wekelijks een uur zendtijd, het dubbele van de meeste andere tekenfilms op zaterdagochtend. Joseph Barbera had hier zelf op aangedrongen; niet alleen uit economische overwegingen, maar ook om de kinderen zo meer tijd te geven zich onder te dompelen in de fantasiewereld van de Smurfen. Later kreeg de serie nog een halfuur extra. De werkdruk bij de studio lag dan ook hoog.
In het eerste seizoen werden verhalen uit de stripserie verwerkt, maar op een gegeven moment moest de tekenfilmstudio eigen verhalen beginnen te maken en nieuwe personages invoeren. Een eerste logische stap was het invoeren van Johan en Pirrewiet. Vanaf seizoen 2 kregen zij gastrollen in de serie. Daarna werden ook de verhalen uit de gelijknamige stripreeks bewerkt voor de tekenfilmserie. Internationaal kwamen deze afleveringen als spin-offreeks op de markt. Onder de tijdsdruk doken de studiowerknemers op zoek naar nieuwe personages ook in telefoongidsen om inspiratie op te doen. Sommige van de nieuwe personages zouden later worden overgenomen in de stripreeks. Van andere personages bepaalde Peyo's team dat ze in de reeks mochten voorkomen, maar niet in een te grote rol. Dit om te vermijden dat de nieuwe personages populairder zouden worden dan de Smurfen zelf. Delporte vreesde in het geval van de elfjes die voorkomen in de reeks dat Hanna-Barbera ze misschien wou gebruiken in een aparte reeks met de Smurfen als opstapje voor deze potentiële spin-off.
Een personage dat van zich liet spreken, was Laconia. Deze elf is doof en leert de Smurfen gebarentaal. Het personage werd mee uitgeschreven door Patsy Cameron, die Jimmy Carters inauguratiespeech in 1977 en de toespraken van paus Johannes Paulus II tijdens diens bezoek aan Philadelphia en Washington D.C. van gebarentaal voorzag. Deze tekenfilm was de eerste Amerikaanse tekenfilm waarin gebarentaal als communicatiemiddel werd gebruikt, wat de aflevering lof opleverde.
Er kwamen uiteindelijk negen seizoenen van De Smurfen. In het negende seizoen werden de Smurfen en de nevenpersonages op een tijdreis gestuurd. Volgens velen een teken dat de reeks over zijn hoogtepunt heen was. Het lopende avontuur kreeg zelfs geen einde: de Smurfen hebben hun dorp nooit meer teruggevonden. De laatste aflevering werd in december 1989 voor het eerst vertoond. Zo verschenen er 272 afleveringen, goed voor 421 korte verhalen. Van de 272 afleveringen zijn er 16 aan Johan en Pirrewiet gewijd. Daarnaast verschenen er ook zeven speciale afleveringen rond een moment in het jaar (Valentijnsdag, Kerstmis, Pasen, Allerheiligen, Vaderdag en 1 april). NBC annuleerde De Smurfen in 1990. Op dat moment was de zender begonnen met het uitzenden van actualiteitsprogramma's op zaterdagmorgen - voor tekenfilms was geen plaats meer.
Hanna-Barbera bracht de Smurfen na het negende seizoen nog één keer met nieuw materiaal op het kleine scherm. Dit was voor Cartoon All-Stars to the Rescue, een antidrugprogramma voor kinderen met cartoonpersonages. Peyo's entourage liet het optreden van de Smurfen echter beperken tot de openingsscène om te vermijden dat kinderen de link tussen Smurfen en de drugsboodschap niet zouden begrijpen.

### Internationaal
In Nederland was de serie te zien bij de VARA, in België bij de VRT (onder andere in het populaire kinderprogramma Samson en Gert). Vanaf 1981 zouden er in totaal negen seizoenen verschijnen. De serie was erg succesvol en werd veelvuldig vertaald en nagesynchroniseerd, inclusief in het Chinees en Arabisch.
In Nederland werden meerdere seizoenen van de tekenfilmserie uitgezonden. De eerste seizoenen werden geregisseerd door Arnold Gelderman. De stemmen werden in eerste instantie verzorgd door Ger Smit, Frans van Dusschoten, Corry van der Linden, Paul van Gorcum en Arnold Gelderman. Jaren later werden nieuwe series nagesynchroniseerd en waren niet alle acteurs meer beschikbaar. Paul van Gorcum tekende nu voor de regie en vervolgde zijn rol van Gargamel, ook Corry van der Linden (Smurfin) maakte opnieuw deel uit van de cast, en daarbij werden de stemmen ingesproken door onder anderen Fred Butter, Fred Meijer, Lucie de Lange,  Stan Limburg en Peter van Hoof.
In 1990 waren de Smurfen te zien bij Kindernet. In 2008 op 4 februari waren ze te zien bij SBS6. Nu zijn de Smurfen weer te zien bij Z@ppelin van de VARA (BNNVARA). In België zijn de Smurfen nu te zien op Ketnet als een aparte serie nadat de serie uit Samson en Gert is gehaald.

## Prijzen
In 1983 en 1984 kreeg De Smurfen een Daytime Emmy Award in de categorie "Outstanding Children's Entertainment Series". In de categorie "Outstanding Animated Series" werd de serie vijf keer genomineerd. Schrijvers Allan Burnett en John Loy wonnen met de reeks in 1987 de Humanitas Prize.

## Personages
Voor de tekenfilmreeks werden heel wat extra personages verzonnen die niet of pas later in de strips hun opwachting maakten. De personages Wilde Smurf, Babysmurf, Droomsmurf, Puppy en de kleuters (de Smurfjes) werden bijvoorbeeld bedacht voor de tekenfilms.
Ook de al bestaande Smurfen werden in de tekenfilmreeks soms wat gewijzigd. Klungelsmurf kreeg een slappere hoed, Knutselsmurf een witte overall, Schildersmurf een baret. De Smurf die meestal Smurffatje wordt genoemd in de strips, wordt in de tekenfilmreeks steevast Hippe Smurf genoemd. Koksmurf en Smulsmurf zijn in de tekenfilmserie samengesmolten in één personage met de naam Smulsmurf.

## Stemmen
Enkele van de oorspronkelijke stemacteurs van De Smurfen staan in onderstaande tabel.
| Acteur/actrice   | Personage(s)            |
| ---------------- | ----------------------- |
| Don Messick      | Grote Smurf             |
| Frank Welker     | Potige Smurf            |
| Michael Bell     | Knutselsmurf            |
| June Foray       | Lolsmurf, Moeder Natuur |
| Lucille Bliss    | Smurfin                 |
| Paul Winchell    | Gargamel                |
| Jonathan Winters | Opasmurf                |
| Danny Goldman    | Brilsmurf               |

## Titelborden
Van sommige afleveringen zijn verschillende titelborden gemaakt, waardoor er meer dan 1 titel (die altijd vertaald is uit het Frans of Engels) in omloop kan zijn voor eenzelfde aflevering. Enkele afleveringen uit seizoen 9 zijn vertoond met alleen het Engelse titelbord.

## Titelsong
Op de Nederlandse en Vlaamse televisie zijn 3 verschillende titelsongs gebruikt:
- Het eerste lied, "Wel heel ver hiervandaan, waar paddenstoelen staan", had twee versies. Eerst gezongen door Bill van Dijk vergezeld met de stemmen van de acteurs die de Smurfen vertolkten en later door Conny Vink. Het werd gebruikt voor het eerste seizoen.
- Het tweede lied, "Ergens hier ver vandaan, waar paddenstoelenhuisjes staan", ook gezongen door Conny Vink, was het lied van het tweede en derde seizoen.
- "Hee, kom naar smurfenland, smurf mee met het verhaal", het derde, was in de jaren 90 (vanaf het vierde seizoen) het introlied, toen De Smurfen in Nederland voortaan niet meer bij de VARA, maar bij RTL 4 uitgezonden werd. Dit lied werd gezongen door niet met name genoemde kinderen. Deze titelsong werd ook op Kindernet, SBS6 en bij Zappelin alsook voor de uitzendingen in België gebruikt.

De uitzendingen die thans op de Nederlandse en Vlaamse televisie worden uitgezonden gebruiken gemakshalve alleen het derde lied, ook voor afleveringen uit de eerste 3 seizoenen.

## Seizoenen en afleveringen
Er zijn in totaal 421 afleveringen, zes speciale afleveringen en een film gemaakt. Deze zijn lang niet allemaal in Nederland of België uitgezonden.
Seizoen 1 tot en met 8 spelen zich af rond het Smurfendorp. In Seizoen 1 worden de bekende Smurfen geïntroduceerd: Grote Smurf, Brilsmurf, Smurfin, Klungelsmurf, Smulsmurf, Potige Smurf, Hippe Smurf, Knutselsmurf, Luilaksmurf, Muzieksmurf, Schildersmurf, Droomsmurf, Dichtersmurf, Lolsmurf en Moppersmurf. Ook worden Gargamel, Azraël, Bolle Gijs, Agatha, Balthazar en Moeder Natuur geïntroduceerd.
In seizoen 2 maakten van de Smurfen de Speurdersmurf, Slonssmurf en Bange Smurf hun debuut. Ook werden in dit seizoen Omnibus en Chloorhydris geïntroduceerd.
In seizoen 3 maakten Babysmurf, Mijnwerkersmurf, Zieke Smurf en Natuursmurf (als normale Smurf, in seizoen 5 als kleuter) hun debuut.
In seizoen 4 werden Kappersmurf, Stoere Smurf en de Wrattenmonsters ingevoegd.
In seizoen 5 werden de kleutersmurfen (Sassette, Driftige Smurf, Rustige Smurf en Natuursmurf (als kleuter)), Puppie, Cowboysmurf en Marco Smurf geïntroduceerd.
In het 6e seizoen kwam de Opasmurf (als enige met gele kledij) naar het dorp (in "Koning Smurf" liet Brilsmurf zich weliswaar een gele tenue aanmeten maar die diende al snel voor de vogelverschrikker). Ook in dat seizoen kreeg Gargamel, de gemene tovenaar, er een tovenaarsleerling bij, genaamd Greintje. Ook kwamen Huilsmurf en Schoorsteenvegersmurf voor het eerst optreden in dat seizoen.
In seizoen 7 werden Wilde Smurf, Sjimmie (Chitter) en Twijfelsmurf geïntroduceerd.
In seizoen 8 kwamen Omasmurf en Smoegel naar het dorp. Zowel Oma als Smoegel waren 500 jaar weggeweest.
Seizoen 9 is sterk afwijkend: de kleurstelling is anders (veel fletser), de afleveringen hebben geen gebruikelijk begin (er staat Smurfs in plaats van Smurfen en het traditionele oranje of groene titelbord ontbreekt) en de Smurfen reizen in de tijd van plek naar plek zonder nog in hun dorp te komen. Ook zitten er in deze afleveringen bijzonder veel storende fouten (zelfs voor kinderen!); de kijkcijfers daalden hierdoor zo snel dat de serie geen tiende seizoen kreeg en geen einde heeft (in de laatste aflevering (De Cupido Smurfen) zitten de Smurfen nog midden in hun tijdreis).

## Johan en Pirrewiet
Deze televisieserie is gebaseerd op de stripreeks De Smurfen en die stripreeks is een spin-off van de stripreeks Johan en Pirrewiet. Zo werden ook wat albums van die stripreeks bewerkt in afleveringen waardoor Johan en Pirrewiet in 21 afleveringen van deze televisieserie verschenen. In sommige landen werden 16 van deze afleveringen als een aparte televisieserie genaamd Johan en Pirrewiet uitgezonden.
Onderstaande afleveringen verschenen in een aantal landen ook als afleveringen van een eigen televisieserie. Oorspronkelijk waren dit afleveringen van de televisieserie van de Smurfen (afleveringen 42, 45, 50, 53, 56, 58, 59, 67, 62, 68, 71, 75, 76, 129, 92, 119, 103, 109).
1. Het onzalige land / The cursed country
2. Het verraad van Cloderik / The black Hellebore
3. De hekserij van Bozerik / The sorcery of Maltrochu
4. De dwerg in het rotsbos / The goblin of Boulder wood
5. Johans leger / Johan's army
6. De bron der goden / Magic fountain
7. De nepkoning / The imposter king
8. De raventovenaar / The raven wizard
9. Het spookslot / The haunted castle
10. De ring van Castillac / The ring of Castellac
11. De terugkomst van speelsmurf / The return of clockwork smurf
12. De prins van Schoonburg / The prince and the Peewit
13. De betoverde baby / The enchanted baby
14. Een wolf in Pierewiets kleren & De vlieger van Knutsel / Wolf in Peewit's clothing & Handy's kite
15. De eerste tand / The moor's baby
16. Pierewiet en Bolle Gijs & De boze bosdwerg / Peewit meets Bigmouth & The grumpy gremlin

Onderstaande personages werden ingesproken door de bijhorende stemacteurs.
- Johan - Diederik Gelderman
- Pierewiet - Olaf Wijnants
- Prinses Anna - Angélique de Boer
- Omnibus - Paul van Gorcum
- Koning - Coen Flink
- Vrouwe Barbara - Hellen Huisman
- Ridder Colewijn - Arnold Gelderman
- Perrault - Jan Anne Drenth
- Heer Ruigrug - Dick Scheffer
- Grote Smurf - Ger Smit
- Brilsmurf - Frans van Dusschoten
- Smurfin - Corry van der Linden

## Dvd's
In januari 2008 werd bekend dat Warner Bros van plan zou zijn alle Smurfen-afleveringen op dvd (in het Engels) uit te brengen. In februari 2008 is de eerste helft van het eerste seizoen (19 afleveringen plus de special op 2 dvd's) uitgebracht en pas in oktober 2008 de tweede helft van het eerste seizoen. Ook is er in maart 2009 nog een losse dvd verschenen, genaamd "True Blue Friends", met 5 afleveringen uit seizoen 2.
De afleveringen hebben een afwijkende volgorde:
| deel 1 seizoen 1: 1. The Smurf's Apprentice 2. The Smurfette 3. Vanity Fare 4. King Smurf 5. The Astrosmurf 6. Jokey's Medicine 7. St. Smurf and the Dragon 8. Sorcerer Smurf 9. The Smurfs and the Howlibird 10. The Magical Meanie 11. Bewitched, Bothered and Be-Smurfed 12. Smurf-Colored Glasses 13. Dreamy's Nightmare 14. Fuzzle Trouble 15. Soup A La Smurf 16. All That Glitters Isn't Smurf 17. Romeo and Smurfette 18. The Hundredth Smurf 19. Smurphony in 'C' Smurf's Springtime Special | deel 2 seizoen 1: 1. The Magic Egg 2. Smurfette's Dancing Shoes 3. Supersmurf 4. The Baby Smurf 5. The Fake Smurf 6. Paradise Smurfed 7. Sir Hefty 8. The Purple Smurfs 9. Haunted Smurf 10. Sideshow Smurfs 11. The Magnifying Mixture 12. Foul Weather Smurf 13. Painter and Poet 14. The Abominable Snowbeast 15. Gargamel, The Generous 16. Now You Smurf'em, Now You Don't 17. The Fountain of Smurf 18. Spelunking Smurfs 19. A Clockwork Smurf 20. The Smurfs and the Money Tree | True Blue Friends: 1. S-Shivering S-Smurfs 2. Turncoat Smurf 3. The Smurf Who Couldn't Say No 4. The Haunted Castle 5. The Black Hellebore |

In Australië werd de volledige reeks uitgegeven in een "Ultimate Collection", die bestaat uit twee boeken waarin 18 (deel 1) en 16 (deel 2) dvd's zitten, aangevuld met wat randinformatie.
In het Nederlands verschenen ook al een aantal dvd's. Zie Lijst van dvd's van De Smurfen voor een opsomming van de dvd's en hun afleveringen.
In 2020 begon Sony Pictures Home Entertainment Benelux met het uitbrengen van alle seizoenen op dvd (1 box per seizoen). Het oorspronkelijke 4:3-beeldformaat werd hierbij geforceerd omgezet naar het 16:9-breedbeeldformaat, resulterende in beeldverlies. Het gebruikte introlied Hee, kom naar smurfenland, smurf mee met het verhaal dateert uit de jaren negentig van de 20e eeuw.